# Xavier Leroux

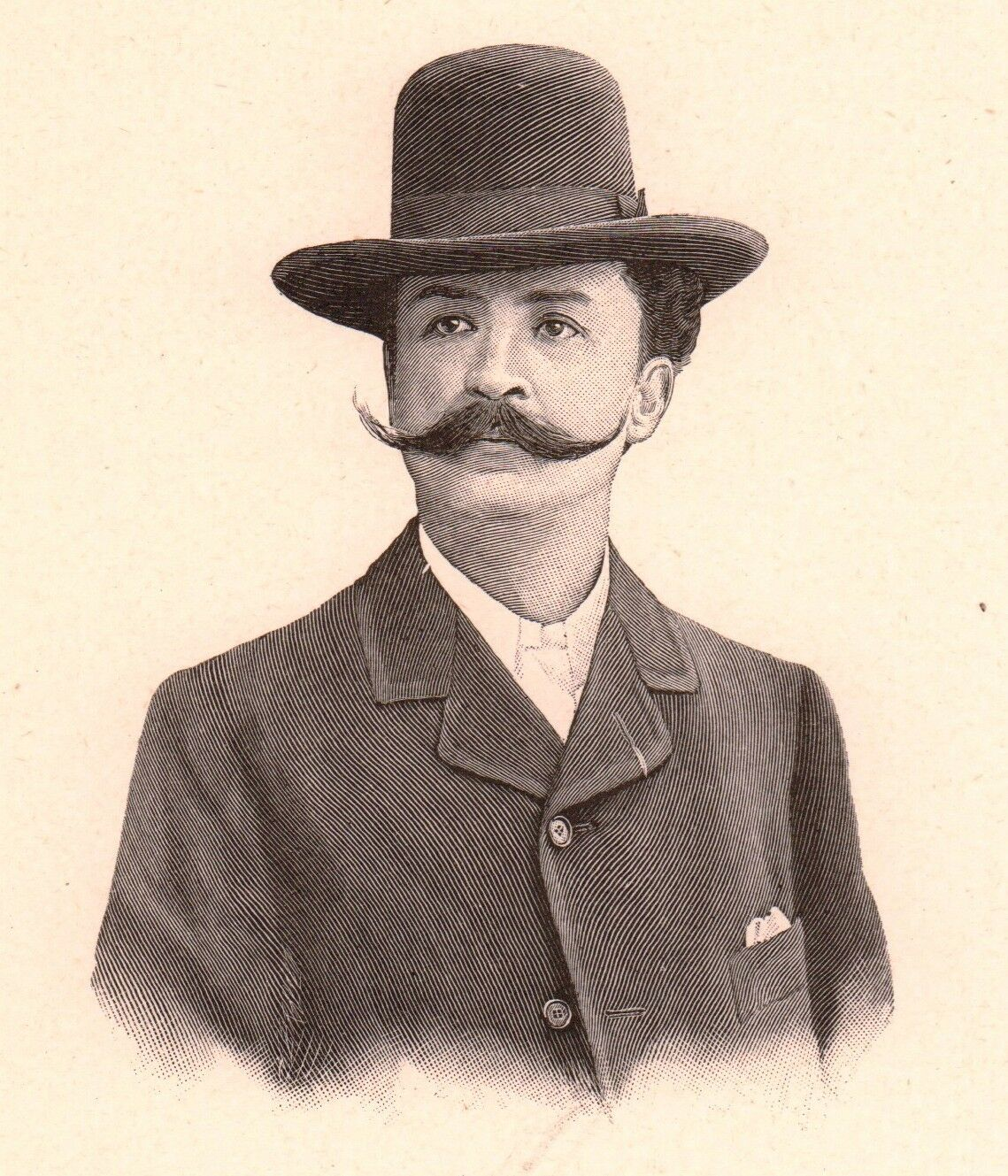
Xavier Leroux, ca. 1903

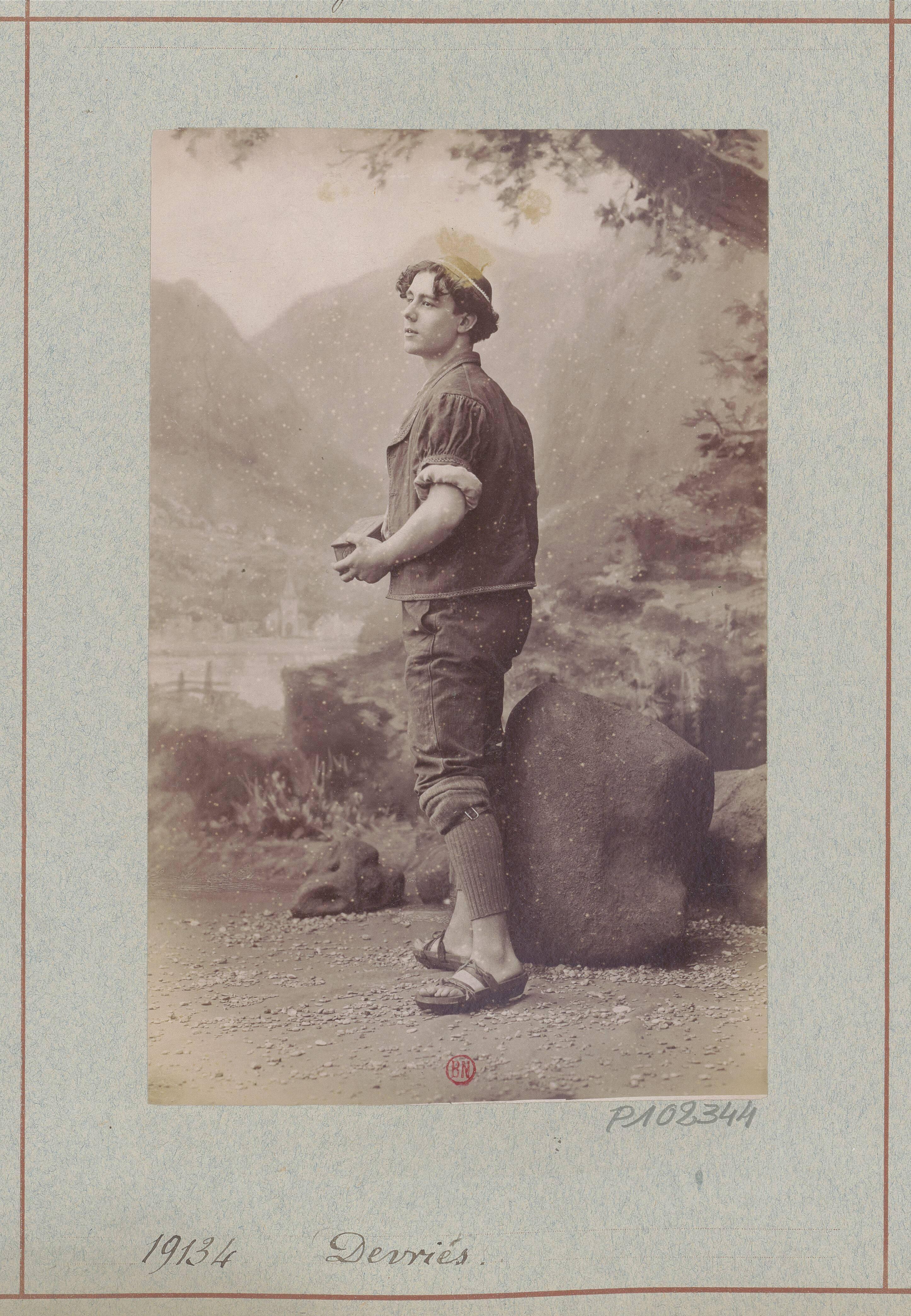
Scène uit Le Chemineau, 1907

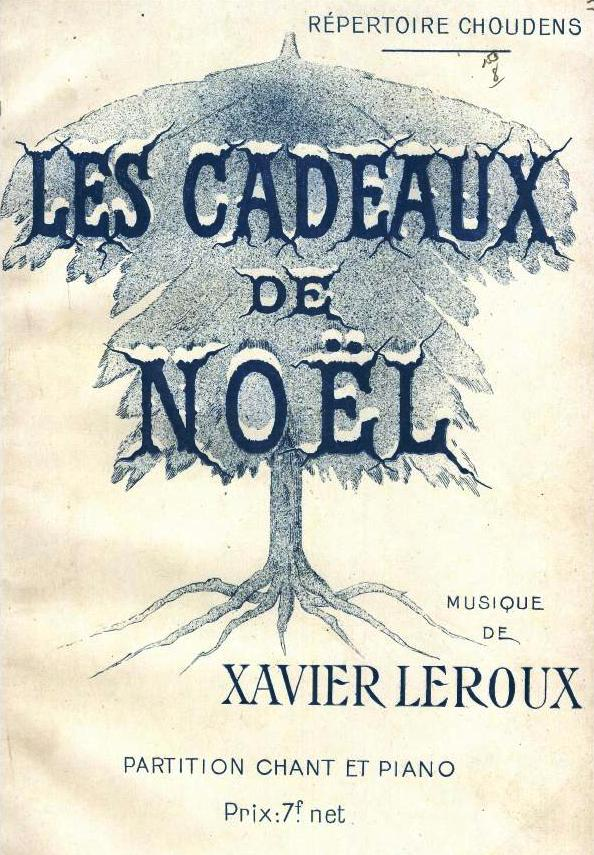
Pianopartuur van Les cadeaus de Noël, 1915

Xavier Henry Napoleón Leroux (Velletri, 11 oktober 1863 - Parijs, 2 februari 1919) was een Franse componist en muziekpedagoog. 

## Leven
Leroux werd geboren in Velletri in Italië, 40 km ten zuidoosten van Rome. Zijn Franse vader Felix Leroux leidde een militaire kapel, zijn moeder Orsola Maria Attilia Breni was Italiaans. Hij studeerde aan het Conservatoire de Paris bij Jules Massenet en Théodore Dubois. In 1885 won hij de Prix de Rome met de cantate Endymion. Tijdens het daaruit voorkomende verblijf in de Villa Medici in Rome raakte hij bevriend met Claude Debussy. Vanaf 1896 doceerde hij harmonieleer en contrapunt aan het Conservatoire waar hij zelf was opgeleid. Onder zijn studenten waren Henry Février, Marc Delmas, Roger Désormière, Henri Mulet, Paul Paray, Albert Wolff, Darius Milhaud en Alfredo Casella. De laatstgenoemde droeg in 1905 zijn Eerste Symfonie aan hem op. Leroux redigeerde ook het muziektijdschrift Musica.
Leroux componeerde orkest- en koorwerken, liederen en pianostukken, maar hij werd vooral bekend als een vertegenwoordiger van de naturalistische Franse opera. Hij behoorde ook tot de elf componisten (onder wie Rodolphe Berger, Reynaldo Hahn, André Messager, Charles Lecocq en Paul Vidal) die in 1914 gezamenlijk de operette Miousic schreven.
Als zijn meesterwerk geldt de opera Le Chemineau op een libretto van Jean Richepin, die tussen 1907 en 1945 gedurende zes seizoenen (met tussenpozen) in de Parijse Opéra-Comique op de planken werd gebracht. Jacques-Emmanuel Fousnaquer, muziekcriticus van Le Monde, wees erop dat Le Chemineau in die periode meer dan honderd keer was opgevoerd, "steeds met evenveel succes". Het werk werd nieuw leven ingeblazen in de Opéra de Marseille in januari 1996, met hoofdrollen van Jean-Philippe Lafont en Martine Surais, gedirigeerd door Henri Gallois.
In 1916, tijdens de bedreigingen van de Eerste Wereldoorlog, richtte Leroux, samen met Vincent d’Indy, Camille Saint-Saëns, Theodore Dubois en Gustave Charpentier, de Ligue pour la défense de la musique française op, die zich inzette voor de promotie van werken van Franse musici. 
Leroux was getrouwd met de uit Brussel afkomstige sopraanzangeres Marie-Antoinette Willemsen (1867-1942), die optrad onder de artiestennaam Meyrianne Héglon. Zij had een zeer succesvolle zangcarrière, ook in opera's van haar echtgenoot. Ze zong de rol van Omphale bij de première van zijn Astarté op 15 februari 1901 in de Opéra de Paris. Op 8 april 1917 dirigeerde Leroux zijn muziek voor Les cadeaux de Noël, waarbij alle zangers leerlingen waren van 'Madame Héglon-Leroux'. Op 6 april 1918 nam ze afscheid van het podium in de rol van de moeder in Leroux' opera 1814.
Xavier Leroux overleed in 1919 op 55-jarige leeftijd en ligt begraven op de Cimetière du Père-Lachaise.

## Werken (selectie)
Opera's
- Evangéline (libretto Louis de Gramont) (1895)
- La Montagne enchantée (Émile Moreau en Albert Carré), gecomponeerd i.s.m. André Messager) (1897),
- Astarté (Louis de Gramont) (1901)
- La reine Fiammette (Catulle Mendès) (1903)
- Vénus et Adonis (Louis de Gramont) (1905)
- Amica (libretto oorspronkelijk Italiaans) (1905)
- William Ratcliff (Louis de Gramont naar Heinrich Heine) (1906)
- Le Chemineau (Jean Richepin) (1907)
- Théodora (1907)
- Le Carillonneur (1913)
- La Fille de Figaro, (Maurice Hennequin, Hugues Delorme), operette, (1914)
- 1814 (1918)
- Nausithoé (1920)
- La Plus forte (1924)
- L'Ingénu (1931)

Toneelmuziek
- Perzen (Aischylos)
- Plutus (Aristophanes)
- La Sorcière (Victorien Sardou)
- Les cadeaux de Noël (Émile Fabre) (1915)

Overig
- Endymion (1885, Prix de Rome-cantate)
- Hymne (1914)

## Over Xavier Leroux
- (fr)  Sylvain Mikus, Autour de la jeunesse châlonnaise d'un grand musicien : Xavier Leroux et son père Félix (1876-1879), Études Marnaises éditées par la Société d'Agriculture, Commerce, Sciences et Arts de la Marne (SACSAM), deel CXXVII, 2012, pp. 157-173.

- Bibsys: 3121870
- Biblioteca Nacional de España: XX1342105
- Bibliothèque nationale de France: cb12511301x (data)
- Digitale Bibliotheek voor de Nederlandse Letteren: lero027
- Gemeinsame Normdatei: 116947527
- International Standard Name Identifier: 0000 0001 1027 0512
- Library of Congress Control Number: no89000766
- Nationale Bibliotheek van Letland: 000284876
- Base Léonore: LH//1606/21
- MusicBrainz: a4d57804-561d-44c1-9816-def2ebcbffb2
- Nationale Bibliotheek van Tsjechië: mzk2011621454
- Nationale Bibliotheek van Israël: 987007286978305171
- Nationale Bibliotheek van Polen: a0000002329450
- Nederlandse Thesaurus van Auteursnamen: 127038108
- Istituto Centrale per il Catalogo Unico: LO1V143578
- LIBRIS: 313561
- SNAC: w68w3qzn
- Système universitaire de documentation: 034348654
- Trove: 1495773
- Virtual International Authority File: 54253952
- WorldCat: E39PBJbRfQjw87bwgyT8jtKjmd